# (15372) Agrigento
(15372) Agrigento (1996 TK41) – planetoida z pasa głównego asteroid okrążająca Słońce w ciągu 6,52 lat w średniej odległości 3,49 j.a. Odkryta 8 października 1996 roku.